# Champsodon nudivittis
Champsodon nudivittis is een straalvinnige vissensoort uit de familie van champsodonten (Champsodontidae). De wetenschappelijke naam van de soort werd voor het eerst geldig gepubliceerd in 1895 door Ogilby.